# Václav (Vorname)
Václav [waːtslaf] ist ein tschechischer männlicher Vorname.

## Herkunft und Bedeutung
Václav ist eine neuere Form des alttschechischen Namens Veceslav, der sich der slawischen Elemente vęťĭjĭ  für mehr, größer und slava für Ruhm, Herrlichkeit bedient. Der Name könnte also der Ruhmreichere, der Herrlichere bedeuten. Eine veraltete, westslawische Form lautet Venceslav. Eine weibliche Form dieses Vornamens ist zum Beispiel der tschechische Name Václava.

## Varianten
| - Václav – slowakisch, tschechisch - Venčeslav – slowenisch - Wacław, Więcesław oder Wiaczesław – polnisch - Wizlaw – polabisch - Wjacław – obersorbisch - Венцислав (Vencislav/Wenzislaw) – bulgarisch - Вячеслав (Vjačeslav/Wjatscheslaw) – russisch - В’ячеслав (Vjačeslav/Wjatscheslaw) – ukrainisch - Вячаслаў (Vjačeslau/Wjatschaslau) – belarussisch - Vaclovas – litauisch - Vencel – ungarisch - Venceslas und Wenceslas – französisch - Venceslao – italienisch - Venceslao oder Wenceslao – spanisch - Venceslau – portugiesisch - Wenceslaus – englisch - Wenzel (bayrisch: Wenzl) – deutsch - Wessel – niederdeutsch |

## Namensträger
Václav
- Václav Červenka (* 1999), US-amerikanisch-tschechischer Biathlet
- Václav Frič (1839–1916), böhmischer Naturalienhändler
- Václav Halama (1940–2017), tschechoslowakischer Fußballspieler und -trainer
- Václav Hanka (1791–1861), Sprachwissenschaftler und Entdecker/Fälscher der Königinhofer Handschrift
- Václav Havel (1936–2011), tschechischer Schriftsteller und Staatsmann (Präsident)
- Václav Horáček (* 1978), tschechischer Handballschiedsrichter
- Václav Klaus (* 1941), tschechischer Politiker und Präsident
- Václav Klement (1868–1938), tschechischer Industrieller
- Václav Krondl (* 1953), tschechischer Fußballschiedsrichter
- Václav Laurin (1865–1930), tschechischer Techniker und Industrieller
- Václav Lídl (1922–2004), tschechischer Komponist
- Václav Malý (* 1950), tschechischer römisch-katholischer Geistlicher, Weihbischof in Prag
- Václav Neckář (* 1943), tschechischer Sänger und Schauspieler
- Václav Nedomanský (* 1944), tschechoslowakischer Eishockeyspieler und -trainer
- Václav Nelhýbel (1919–1996), US-amerikanischer Komponist und Dirigent tschechischer Herkunft
- Václav Neumann (1920–1995), tschechischer Dirigent, Violinist und Bratschist
- Václav Neužil (Schauspieler, 1921) (1921–1989), tschechischer Schauspieler
- Václav Neužil (Schauspieler, 1979) (* 1979), tschechischer Schauspieler
- Václav Radimský (1867–1946), tschechoslowakischer Landschaftsmaler
- Václav Riedlbauch (1947–2017), tschechischer Komponist, Hochschullehrer, Kulturmanager und Politiker
- Václav Šimerka (Wenzel Simerka oder Schimerka) (1819–1887), böhmischer Mathematiker
- Václav Sloup (1936–2014), tschechischer Schauspieler
- Václav Štech (1859–1947), tschechischer Schriftsteller, Komödienautor und Theaterdirektor
- Václav Štekl (1929–1994), tschechischer Schauspieler
- Václav Talich (1883–1961), tschechischer Dirigent
- Václav Treitz (1819–1872), tschechischer Pathologe
- Václav Trojan (1907–1983), tschechischer Komponist
- Václav Vích (1898–1966), tschechoslowakischer Kameramann
- Václav Vojta (1917–2000), tschechischer Kinderneurologe und Neurologe
- Václav Vorlíček (1930–2019), tschechischer Regisseur
- Václav Voska (1918–1982), tschechoslowakischer Schauspieler und Synchronsprecher
- Václav Vydra (Schauspieler, 1876) (1876–1953), tschechischer Schauspieler und Regisseur
- Václav Vydra (Schauspieler, 1902) (1902–1979), tschechischer Schauspieler
- Václav Vydra (Schauspieler, 1956) (* 1956), tschechischer Schauspieler

Zweitname
- Jan Václav Kalivoda (1801–1866), deutsch-böhmischer Komponist und Violinist

Wacław
- Wacław Berent (1873–1940), polnischer Schriftsteller des Jungen Polen
- Wacław Depo (* 1953), polnischer römisch-katholischer Geistlicher, Erzbischof von Tschenstochau
- Wacław Długoborski (1926–2021), polnischer Historiker
- Wacław Felczak (1916–1993), polnischer Historiker
- Wacław Geiger (1907–1988), polnischer Komponist, Dirigent und Musikpädagoge
- Waclaw Gilewicz (1903–1998), polnisch-US-amerikanischer Nachrichtendienstler
- Wacław Koniuszko (1854–1900), polnischer Porträt- und Genremaler
- Wacław Kuchar (1897–1981), polnischer Sportler, der zahlreiche Sportarten betrieb
- Wacław Latocha (1936–2006), polnischer Radrennfahrer und nationaler Meister im Radsport
- Wacław Łopuszyński (1856–1929), polnischer Eisenbahnkonstrukteur
- Wacław Makowski (1880–1942), polnischer Jurist und Politiker
- Wacław Martyniuk (* 1949), polnischer Politiker (SdRP, SLD) und Gewerkschaftsfunktionär
- Wacław Waldemar Michalski (* 1938), polnischer Lyriker, Bibliothekar, Herausgeber, Kurator und Literaturkritiker
- Wacław Orłowski (* 1945), polnischer Ringer
- Wacław Oszajca (* 1947), polnischer Geistlicher, Jesuit, Theologe, Journalist, Publizist und Lyriker
- Wacław von Płock (1293–1336), ab 1313 souveräner Herzog von Masowien in Płock
- Wacław Potocki (1621–1696), polnischer Schriftsteller des Barock
- Waclaw Antoni von Reybekiel (1902–1988), polnisch-schwedischer Maler, Zeichner und Kunstpädagoge
- Wacław Rolicz-Lieder (1866–1912), polnischer Lyriker und Übersetzer der deutschen Lyrik in der Epoche des Symbolismus
- Wacław Seweryn Rzewuski (1784–1831), polnischer Entdecker, Dichter, Orientalist und Pferdeexperte
- Wacław Sieroszewski (1858–1945), polnischer Schriftsteller der Junges-Polen-Periode
- Wacław Sierpiński (1882–1969), polnischer Mathematiker
- Wacław Starzyński (1910–1976), polnischer Radrennfahrer und nationaler Meister im Radsport
- Wacław Święcicki (1848–1900), polnischer Dichter, sozialistischer Politiker und Gewerkschafter
- Wacław z Szamotuł (Wenzel von Samter; * um 1520; † um 1560), polnischer geistlicher Komponist der Renaissance
- Wacław Szpakowski (1883–1973), polnischer Architekt, Ingenieur, Künstler und Fotograf
- Wacław Wójcik (1919–1997), polnischer Radrennfahrer
- Wacław Wrzesiński (1918–1981), polnischer Radrennfahrer und polnischer Meister im Radsport
- Wacław Wycisk (1912–1984), polnischer römisch-katholischer Geistlicher, Weihbischof im Bistum Opole
- Wacław Zawadowski (1891–1982), polnischer Maler
- Wacław Zimpel (* 1983), polnischer Jazz- und Improvisationsmusiker (Klarinette, Bassklarinette)

Zweitname
- Jan Wacław Machajski (1866–1926), polnischer Revolutionär, Gesellschaftstheoretiker und Anarchist